# Jason Lee Scott

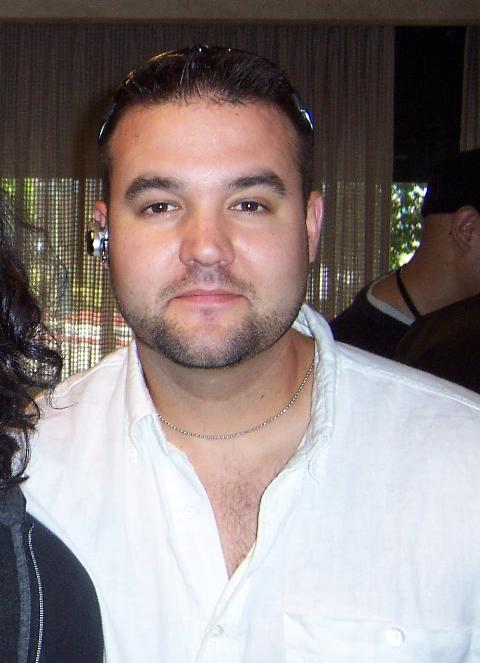
Austin St. John, de acteur die Jason Lee Scott speelt

Jason Lee Scott is een personage uit de televisieserie Power Rangers. Hij werd gespeeld door Austin St. John. Jason is onder fans vooral bekend als de eerste Rode Ranger en daarmee de eerste teamleider.

## Geschiedenis

### InMighty Morphin Power Rangers
Jason was aan het begin van Mighty Morphin Power Rangers een student en vechtsportbeoefenaar uit de fictieve stad Angel Grove. Hij werd door Zordon en Alpha 5 uitgekozen samen met Zack Taylor, Billy Cranston, Trini Kwan, en Kimberly Hart als een van de originele vijf Power Rangers. Jason was de enige die Zordons verhaal meteen geloofde. Hij kreeg de krachten van de Tyrannosaurus Krachtmunt en werd de teamleider. Als Ranger ontwikkelde Jason al snel een rivaliteit met Goldar.
Naast vechtsporten was Jason een ervaren atleet, gewichtheffer en scubaduiker.
Toen Tommy Oliver werd geïntroduceerd werden hij en Jason onmiddellijk rivalen omdat Tommy Jason de baas was in een gevecht. Toen Tommy de slechte Groen Ranger werd was Jason uiteindelijk degene die hem wist te verslaan. Hij vernietigde Tommy’s zwaard en verloste hem zo van Rita Repulsa’s vloek.
Toen Rita probeerde Tommy’s krachten te ontnemen via een groene kaars, was Jason niet in staat dit te voorkomen. Nadat Tommy zijn krachten verloor gaf hij Jason zijn wapen en Dragonzord om te voorkomen dat deze in Rita’s handen zouden vallen. Toen Goldar later de krachtmunten van de Rangers stal, wist Jason Tommy’s munt achter te houden.
In seizoen twee van de serie kreeg Jason de nieuwe Red Dragon Thunderzord. Hij gaf zijn positie als leider uiteindelijk door aan Tommy toen die de Witte Ranger werd.
Jason werd uiteindelijk samen met Trini en Zack uitgekozen om deel te nemen aan een vredesconferentie in Zwitserland. Hij gaf zijn krachten door aan Rocky DeSantos.

### InPower Rangers: Zeo
Jason keerde weer terug in de erop volgende serie Power Rangers: Zeo. Toen de originele Gouden Ranger, Trey of Triforia, gewond was geraakt moesten zijn rangerkrachten overgaan op iemand anders. Zo niet, dan zouden ze voorgoed verdwijnen. Jason nam deze taak uiteindelijk op zich. Bij zijn terugkeer in het team werd hij verwelkomd door Adam, Kat en Tanya. Rocky was echter minder blij met Jasons terugkeer, aangezien hij zich vervangen voelde. Toen Tommy werd gevangen door Prince Gasket nam Jason zijn oude taak als teamleider weer tijdelijk op zich.
In de laatste aflevering van de serie gaf Jason de krachten van de Gouden Ranger weer terug aan de inmiddels genezen Trey. Dit was noodzakelijk omdat Jasons lichaam de Gouden Ranger krachten niet langer kon dragen en ze langzaam weglekten, waarbij Jasons eigen leven in gevaar kwam.

### InPower Rangers: Turbo
In Turbo: A Power Rangers Movie, werden Jason en Kimberly Hart ontvoerd door Divatox. Ze werden door haar tegen de andere Rangers opgezet. Nadat Lerigot Divatox’ invloed op de twee ongedaan maakte, verdween Jason weer naar de achtergrond. Hij werd voor het laatst gezien in de film toen hij Rocky’s plek innam bij het gevechtstoernament aan het einde van de film. In de serie Power Rangers: Turbo deed hij niet meer mee.

### InPower Rangers: Wild Force
Jasons laatste optreden in de serie was in de Power Rangers: Wild Force aflevering Forever Red. In deze aflevering kreeg hij zijn originele Rode Ranger krachten terug en vecht samen met negen andere rode ranger tegen het Machine Keizerrijk. Jasons activiteiten hierna, zowel als ranger als zijn persoonlijke leven, zijn onbekend.

## Andere versie
In de rebootfilm Power Rangers uit 2017 kwam een vernieuwde versie van het personage voor vertolkt door Dacre Montgomery.

## Trivia
- Jason heeft in totaal in 127 afleveringen meegespeeld.
- Volgens de MMPR Interactive cd-rom is Jason jarig op 20 oktober.
- Het feit dat Jason een ervaren scubaduiker is werd voor het eerst genoemd in de aflevering Something Fishy, en daadwerkelijk gezien in Turbo: A Power Rangers Movie.
- In een wedstrijd georganiseerd door ABC Family kwam Jason als beste Rode Ranger ooit uit de bus.
- Jasons volledige naam, Jason Lee Scott, is een variatie op de naam Jason Scott Lee, een Aziatisch-Amerikaanse acteur.
- Toen de serie Power Rangers: Dino Thunder nog in productie was deed zich het gerucht ronde dat niet Tommy maar Jason in deze serie weer zou meedoen.

## Controversie
Hoe Jason in Forever Red zijn originele Ranger krachten terugkreeg is een van de grootste mysteries rondom de aflevering. Hij gaf zijn krachten immers door aan Rocky DeSantos, en de Rode Ranger krachten werden in Mighty Morphin tweemaal vernietigd. Een theorie is dat de energiegolf van Zordon, die aan het eind van Power Rangers: In Space als Dark Spectres helpers vernietigde, de Rode Ranger krachten had hersteld. Een andere theorie is Jason, net als Adam Park in Power Rangers in Space, nog eenmaal kon veranderen zij het op gevaar van eigen leven. Daarnaast was Jason de enige keus aangezien acteur Steve Cardenas, die Rocky speelde, was gestopt met acteren en niet mee wilde werken aan de aflevering.